# Джамбала
Джамбала (також відомий як Дзамбхала, Дзамбала, Замбала або Джамбхала) є Богом успіху та багатства і, відповідно, членом родини Коштовностей (Ратнасамбхава). Його іноді ототожнюють з індуїстським божеством Куберою. Також вважається, що Джамбала є еманацією Авалокітешвари або Ченрезіга, Бодхісаттви Співчуття. Є п'ять різних проявів процвітання Джамбал; у кожного є своя практика і мантра, які допомагають усунути бідність і створити фінансову стабільність.
Г'ялтен Согдзін Рінпоче сказав, що Джамбала є захисником усіх ліній і всіх живих істот від усіх хвороб і труднощів. Джамбала є Бодгісаттвою матеріального та духовного багатства, а також багатьох інших речей, особливо надання фінансової стабільності.

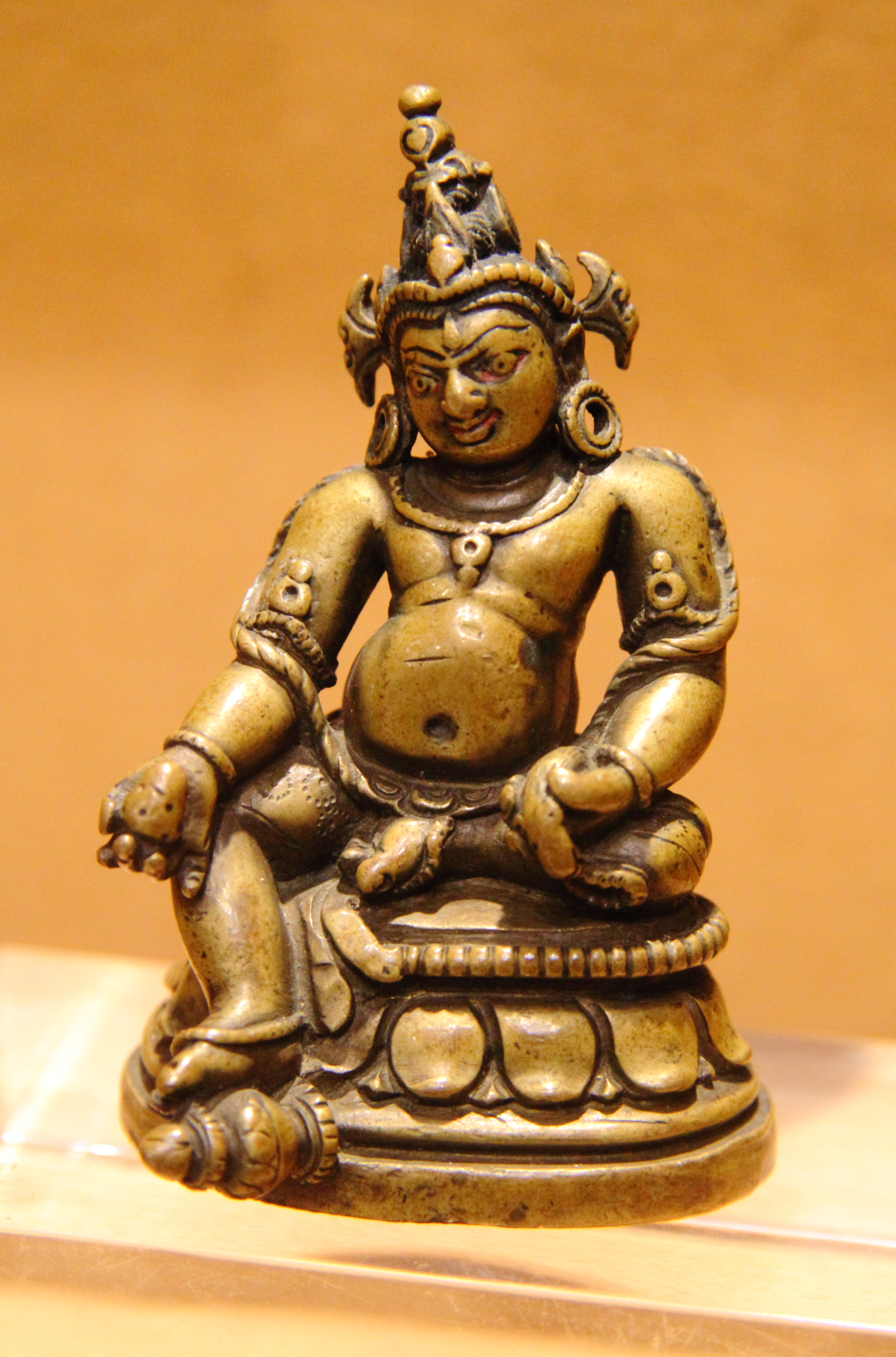
Бронзова статуетка Джамбали, імперія Пала, XI століття нашої ери

Оскільки в цьому світі є всі види гнівних і негативних емоцій або злих духів, і іноді вони завдають шкоди вам та іншим живим істотам, Дзамбала має прийняти таку гнівну і могутню форму, щоб захистити нас від цих шкідливих духів і негативної карми. Зокрема, Дзамбхала допомагає нам мінімізувати або зменшити всі нещастя та перешкоди та допомагає нам збільшити удачу та щастя.

## Етимологія
Дзам означає «божество або зібрання». Бхах означає «золото або багатство». Ла означає «шанувати». Дзамбхала означає «дорогоцінне золоте божество, яке накопичує або приносить багатство духовності або Дхарми, а також матеріальну безпеку або досягнення в наше життя».

## П'ять Джамбал
П'ять Джамбал — це прояви співчуття Будд(Buddhahood) і Бодхісаттв, які спрямовують живих істот на шлях до просвітлення. Вони мають сутність щедрості та представляють діяльність, що приносить збільшення користі. Їхні прагнення — допомогти бідним і знедоленим.

### Білий Джамбала
Білий Джамбала (або Дзамбхала Гапі тибетською) є співчутливим проявом Бодхісаттви Ченрезіг (Гуань Інь). Він може усунути страждання бідності та хвороби, очистити недоброчесну карму та кармічні перешкоди, запобігти лиху та хворобі та розвинути розум бодхічітти.
Тибетська легенда розповідає, що шанований високий лама, Атіша, йшов сам, коли побачив чоловіка, який голодував і був близький до смерті. Оглянувшись і не знайшовши їжі для старого, він вирізав м'ясо зі свого тіла і запропонував його голодній людині. Але чоловік відмовився їсти його м'ясо. Перебуваючи у стані пригніченим і не знаючи, як ще допомогти людині, що наближалася до смерті, Лама Атіша сів поруч з ним. У цей момент було сліпуче яскраве біле світло, і перед Атішею з'явився Ченрезіг Співчуття. Він сказав Ламі Атіші, що збирається проявити себе як Бог Багатства, Джамбала, і запевнити, що ті, хто в бідності, більше не страждатимуть.
Як прояв Бодхісаттви Авалокітешвари, Білий Джамбала народився з його правого ока. Він сидить на сніговому леві, хоча деякі художники зображують його сидячим на драконі, а мангуст у його лівій руці випльовує дорогоцінні діаманти та прикраси. Білий Джамбала має біле тіло. Він також тримає прапор багатства в лівій руці та золотий меч у правій. Мантра Білого Джамбали:
Ом Падма Кродха АРья Джамбхала Хрідай Хум Пхат
Розвиваючи «Практику білого Джамбали верхи на драконі», ті хто практикують також можуть молитися, щоб він привів їх до прихованих скарбів. У давні часи тибетські тантричні майстри зберігали свої дорогоцінні вчення в печерах. Ці вчення були запечатані в чотирьох елементах «земля, вода, вогонь і вітер». Щоб отримати ці скарби Дхарми, потрібно застосувати дуже спеціальні методи. Необхідно також знати розташування печер, де ці майстри предків практикували на самоті. Ті хто практикують, можуть молитися «Білому Джамбалі, який їздить на драконі», щоб він привів їх до цих печер, де були заховані скарби.

### Чорний Джамбала
Чорний Джамбала (інколи, темно-синій) також відомий як індуїстський бог багатства Кубера. Виник у стародавній Індії, він з'явився з вод річки та дав передачу генерації багатства королю, чиє королівство зазнавало надзвичайних фінансових труднощів у той час. Він також приносить користь бідним і тим, хто живе на самоті й має чеснотливий розум.
Популяризований Шак'ясрібхадрою, він тримає чашу черепа та мангуста, оголений і гнівний у позі стоячи. Він є Богом багатства в тибетському буддизмі. Серпневим виглядом наступає на спину жовтого багача. Джамбхала, Чорний (тибетська: dzam bha la, nag po), божество багатства, яке популяризували в Тибеті Барі Лоцава (нар. 1040) і кашмірський вчитель Шак'яшрі Бхадра.
... Господь Джамбала, з тілом чорного кольору, на вигляд карлика, голий, сексуально збуджений, пузатий, з проколеними вухами, трьома опуклими налитими кров'ю очима, каштановим волоссям, що розпускається вгору, і оголеними іклами, положення стоячи, права нога зігнута, а ліва пряма. У нього одна голова і дві руки. Права рука тримає верхівку черепа перед грудьми як ємність для крові, а ліва рука тримає мангуста, який виганяє коштовності, що виконують бажання. На голові — корона з п'яти черепів у формі корони П'яти Будд; на його шиї ланцюжок із 50 чоток із людських черепів із п'ятиколірними зміями як браслети на руках, ногах і шиї. Він показує гнів на своєму обличчі, стоячи, зігнувши праву ногу, витягнувши ліву ногу, витягує праву ногу, яка тисне на голову жовтого Володаря Багатства, прикрашеного різними золотими прикрасами, що лежить обличчям вниз під ногами Чорної Джамбали.
Він є маніфестацією Будди Амогхасіддхі на прохання Будди Шак'ямуні повернути Колесо Дхарми на благо живих істот, які страждають від бідності. Він дозволить ідеально завершити всі починання та очистить усі невдачі та перешкоди, запобіжить крадіжкам, безнадійним боргам та втратам багатства. Джамбала має чорне тіло. Він зображений у положенні стоячи над тілом людини, символізує підкорення людського его та усунення людської жадібності. Його права рука тримає горщик з дорогоцінними каменями, а ліва — тварину на ім'я Нехулай (мангуст), яка викидає коштовності зі свого рота. Чорний Джамбала також носить зміїне намисто на своєму тілі. Мантра Чорного Джамбали:
Ом Джамбхала Джалендрайе Башу Дхаріні Сваха

### Жовтий Джамбала

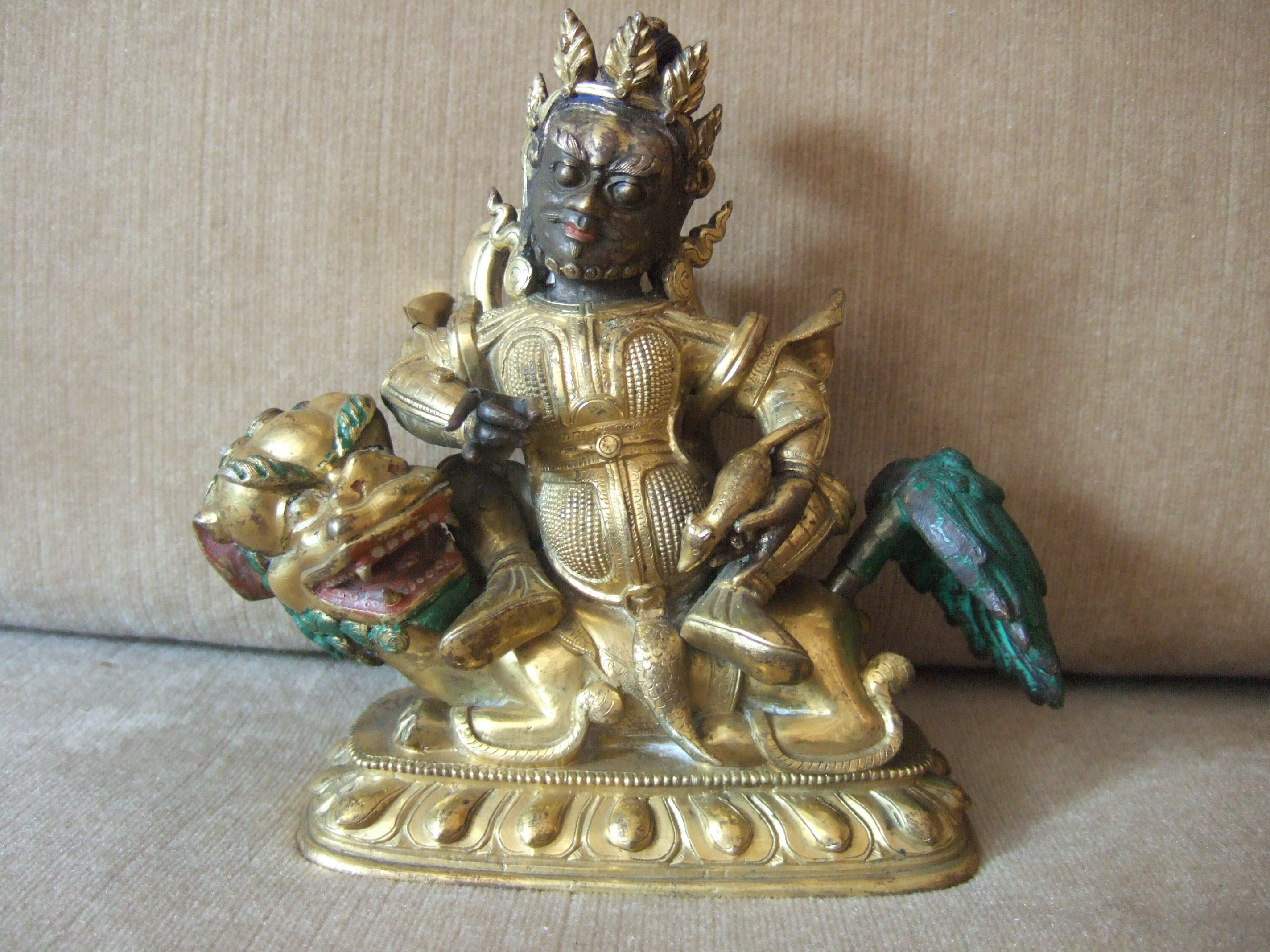
Частково позолочена тибетська бронзова статуя Вайшравана Джамбали, що сидить на сніговому леві та тримає мангуста в лівій руці. XVIII століття

Жовтий Джамбала вважається найпопулярнішим і могутнім серед Богів Багатства. Він є еманацією Будди Ратнасамбгави. Він може усунути бідність у шести сферах, збільшуючи чесноти, тривалість життя та мудрість.
Також кажуть, що він є еманацією Вайшравана, одного з «Чотирьох великих небесних царів, які захищають світ». Він є охоронцем світла в буддизмі, великим милосердним божеством, яке дарує долю та захист. Господь Вайшравана живе в північному регіоні під чотирма небесами, у північному кришталевому палаці на четвертому рівні гори Сумеру. Його слуги є або якшами, або бхайсаджя-якшами . Згідно з коментарем до Сутри Лотоса, цей небесний цар надзвичайно обізнаний, оскільки його вічний захист Будд дозволив йому отримати багато вчень.
Жовтий Джамбала має жовте тіло, він сидить у ваджрній позі, його права нога знаходиться на ручці, його права ступня знаходиться над равликом і квіткою лотоса, а його ліва нога зігнута. У нього одне обличчя і дві руки. Його ліва рука тримає мангуста на ім'я Нехулай, який викидає дорогоцінні камені зі свого рота, а права рука тримає плід і лист лотоса у формі дорогоцінних каменів. Звичайним зображенням Господа Вайшравани є те, що тримає дорогоцінну пагоду в лівій частині, яка виливає різні скарби. На тибетських тантричних зображеннях дорогоцінна пагода замінена мангустом, що викидає скарби. Жовтий Джамбала сидить на лотосі, сонячному диску та місячному диску. Його мантра:
Ом Джамбала Джалендрайе Сваха

### Червоний Джамбала

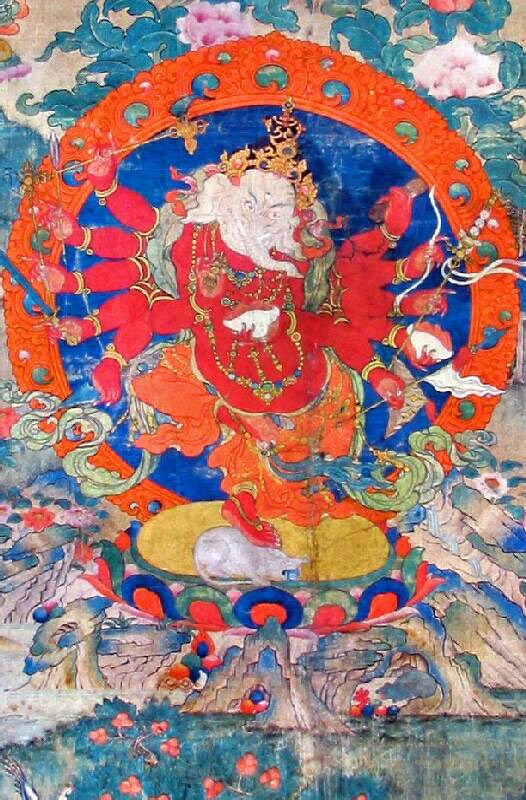
Ганапаті, Маха Ракта

Червоний Джамбала зображений під час практики разом зі своєю дружиною, небесною матір'ю багатства, яка відповідає за багатство в людському царстві. У стародавні часи це божество практикувалося в основному королями та королівськими особами. Його практика найбільше підходить для людей із високою владою або для молитви про велику владу, оскільки вона може привернути людей, багатство та славу. Людина насолоджуватиметься багатством, її поважатимуть і підтримуватимуть люди. Існує також метод магнетизації Червоного Джамбали, який може благословити тих хто практикує подружнім щастям і гармонійною сім'єю.
Червоний Джамбала є втіленням Ваджрасаттви. У нього два обличчя та чотири руки, а на лівій руці він тримає мангуста скарбів. Його тибетське ім'я — Дзамбхала Мапо. Червоний Джамбала має червоне тіло, сидить у ваджрній позі з Дакіні перед ним. У лівій руці він тримає тварину, відому як Нехулай (мангуст), у правій тримає Хорло (Чакру), Дакіні тримає Капалу з нектаром у лівій руці та Норбу Мебар у правій руці. Мантра Червоної Джамбали:
Ом Джамбхала Джалендрайе Дханам Медехі Хріх Дакіні Джамбхала Самбхара Сваха
Деякі люди вважають, що він є індуїстським богом багатства Ганешою, Червоним Ганапаті і має голову слона. Після появи тантричного буддизму Ґанеша став тантричним божеством багатства і відомий як «Володар провізії в тибетському тантризмі». Згідно з легендою, Червоний Джамбала відповідав за небесну скарбницю, яка належала синові Господа Махешвари. Завдяки своєму надзвичайному співчуттю Червоний Джамбала незмінно відповідав на молитви багатьох віруючих. Розлючений нерозбірливою милосердністю Червоного Джамбали як до добра, так і до зла, охоронець Дхарми Махакала обезголовив його. Лише після того, як божество багатства розкаялося, Махакала садить йому на шию голову слона і приймає його як слугу.

### Зелений Джамбала
Зелений Джамбала є проявом Будди Амогхасідді, зображеного стоячим на трупі, з мангустом у лівій руці, та Капалою в правій руці.
Його зазвичай показують зі своєю дружиною, а в лівій руці він несе мангуста, який несе дорогоцінний камінь. Зелений Джамбала має блакитно-зелене тіло. Він сидить у ваджра позі з Дакіні перед ним. На його лівій руці тварина на ім'я Нехулай (мангуст), яка викидає коштовності зі свого рота, його права рука тримає Норбу. Дакіні тримає в руці квітку лотоса. Мантра Зеленого Джамбали:
Ом Карма Джамбала Ах Сваха

## Практика
У тантризмі практика Джамбали є доцільним і мирським методом самовдосконалення. Тантричне вдосконалення поділяється на «Стадію зародження» та «Стадію завершення»; Стадія генерації є основою, тоді як стадія завершення складається з практик, що стосуються святої істини та трансцендентних методів. Практика Джамбали є фундаментальним методом самовдосконалення.
Основою п'яти практик Джамбали є Бодхічітта. Практики повинні формувати альтруїстичні наміри співчуття (Бодхічітта) і практикувати щедрість. Практика може усунути бідність у шести сферах і збільшити особисті заслуги, мудрість і тривалість життя. Усі їхні матеріальні та духовні потреби будуть задоволені.
Пуджа п'яти Джамбал викликає в учасників величезну позитивну енергію багатства. Буддисти вірять, що багатство є результатом минулих дій людини, але сама пуджа також відіграє значну роль у зміні фінансового становища людини. Гаден Шарце сказав:
Маючи щиру мотивацію накопичувати заслуги, очищати свою негативну карму, а також молитися за те, щоб усі живі істоти звільнилися від усіх бідностей і всіх страждань, безсумнівно, ви отримаєте величезні благословення та захист божеств багатства.

### Читання мантр
Вважається, що заспівування мантри кожного Джамбали приносить більше користі, якщо оспівувач отримав усні передачі від учителя, який тримає Лінію навчання.

### Обливання водою статуй
Легенда розповідає, що коли Ґаутама Будда навчав сутрі Маха Праджня-Параміта, ревнивий Девадатта кидав у Будду каміння. Але натомість каміння вдарило Білого та Жовтого Джамбал по головах, а Чорного Джамбалу — в живіт. Потім Будда підійшов до Джамбали і благословив його; з його руки вийшла біла, схожа на нектар речовина мудрості, співчуття та любові, і торкнулася голови Джамбали. Джамбала почувався дуже блаженним, щасливим, спокійним і очистив свої забруднення, перешкоди та рани. Джамбала негайно вклонився Будді й подякував йому.
Будда Шак'ямуні сказав йому: «Оскільки я зцілив тебе і вилив на тебе цей святий нектар, у майбутньому будь-який з моїх учнів або студентів, хто прикличе твою силу і виллє воду на твою голову, — даруй їм багатство, дай їм два типи багатства, матеріальне багатство та духовне багатство, що важливіше духовне багатство». Після цього Джамбала склав руки і сказав: «Я зроблю, як ти сказав, і я обіцяю, що я це зроблю».
Ця історія стала основою для тих, хто практикує Джамбала Пуджу, поливати водою його статуї або поміщати його статуї під воду шестиступеневих водоспадів.